# For Me, It's You
For Me, It's You es el cuarto álbum de estudio de la banda de rock alternativo, Train, y fue lanzado en el 2006. Se lanzaron tres sencillos para promocionar el álbum. El primer sencillo del álbum fue "Cab", fue lanzado en las radios en noviembre de 2005. Los dos sencillos posteriores fueron "Give Myself to You" y "Am I Reaching You Now" que fueron lanzados a mediados del 2006. Este se convirtió en el primer álbum de la banda que no entró en los 20 Top Hits en los Estados Unidos.

## Lista de canciones
Todas las canciones fueron escritas por Train, excepto las indicadas:
1. "All I Ever Wanted" – 4:05
2. "Get Out" – 3:24
3. "Cab" – 3:23
4. "Give Myself to You" – 3:22
5. "Am I Reaching You Now" – 3:44
6. "If I Can't Change Your Mind" (Bob Mould) – 3:07
7. "All I Hear" – 3:29
8. "Shelter Me" – 3:35
9. "Explanation" – 4:30
10. "Always Remember" – 3:33
11. "I'm Not Waiting in Line" – 3:41
12. "Skyscraper" – 3:54
13. "For Me, It's You" – 4:28

### Pistas adicionales
- "Coming Home" - Sólo disponible en las ediciones del álbum lanzados por las tiendas de Target Corporation en los Estados Unidos.
- "I Wanna Believe" - Canción disponible sólo en iTunes. Disponible con la compra del álbum completo.

## Personal
- Patrick Monahan – voz
- Jimmy Stafford – guitarra
- Scott Underwood – batería
- Brandon Bush – teclados
- Johnny Colt – bajo

### Personal adicional
- Eddie Horst – Instrumentos de cuerda frotada en 1 3 10 13
- Brendan O'Brien – "todos los instrumentos"

## Posicionamiento
Álbumes
| Año  | Listas                        | Posición |
| ---- | ----------------------------- | -------- |
| 2006 | Billboard 200                 | 10       |
| 2006 | Billboard Top Internet Albums | 10       |

Sencillos
| Año  | Sencillo             | Listas                            | Posición |
| ---- | -------------------- | --------------------------------- | -------- |
| 2005 | "Cab"                | Billboard Adult Top 40            | 9        |
| 2006 | "Cab"                | Billboard Adult Contemporary      | 19       |
| 2006 | "Cab"                | Hot Adult Contemporary Tracks     | 19       |
| 2006 | "Cab"                | Billboard Top 40 Adult Recurrents | 2        |
| 2006 | "Give Myself to You" | Billboard Hot Adult Top 40 Tracks | 34       |

- Datos: Q1450892